# JD (родовище)
JD – невелике газове родовище на заході Єгипта. Належить до басейну Абу-Ель-Гарадік.
Родовище відкрила компанія-оператор Badr Eldin Petroleum Company (BAPETCO), що опікується проєктами нафтогазового гіганта Shell у Західній пустелі Єгипту.
JD розташоване приблизно посередині між значно більшими газонафтовими родовищами BED-1 та JG. На відміну від цих родовищ, продуктивні горизонти яких виявлені у крейдових та юрських відкладах, на JD виявили природний газ у молодших палеоцен-еоценових породах формації Аполлонія. Остання складена карбонатами (крейда, вапняки) та виникла в умовах морського мілководдя. Водночас спеціальне буріння на юрські поклади, які виявились продуктивними на JG, не принесло на JD позитивних результатів.
За оцінкою компанії-оператора, виявлені у Аполлонії ресурси оцінюються у 9,9 млрд м3 газу. Водночас станом на 2021 рік геологічна структура родовища JD не була остаточно зрозуміла і для нього планувалось проведення оцінного буріння.
Приплив з Аполлонії через вертикальні свердловини навіть після проведення гідророзриву складав лише 0,03 – 0,06 млн м3 газу на добу та не забезпечував позитивної рентабельності. Як наслідок, Shell разом із американською Apache (один з найбільших інвесторів у Західній пустелі, який веде діяльність у басейні Абу-Ель-Гарадік поряд з ділянками Shell) та місцевою державною Egyptian General Petroleum Corporation уклали угоду щодо дослідження застосування на Аполлонії технології багатостадійного гідророзриву у горизонтальних свердловинах. 2017 року учасники проєкту оголосили, що у результаті проведення робіт вдалось отримати приплив, стабілізований після 120 діб на рівні у 0,2 млн м3 на добу. Втім, відзначалось, що зазвичай для остаточних висновків необхідне спостереження за поведінкою резервуара протягом 1,5 – 2 років.